# Le Sommeil d'or
Pour plus de détails, voir Fiche technique et Distribution.
Le Sommeil d’or (en anglais : Golden Slumbers, en khmer, ដំណេកមាស, Dâmnek Meas) est un  documentaire franco-cambodgien, réalisé par Davy Chou, qui est sorti le 19 septembre 2012.

## Sujet
Davy Chou, jeune réalisateur français d’origine cambodgienne, est parti un an et demi au Cambodge  à la recherche des témoins survivants (professionnels, spectateurs, bâtiments) de l’âge d’or du cinéma cambodgien, entre 1960 et 1975 (près de 400 films, dont beaucoup ont été détruits ou perdus sous les Khmers rouges). Il interviewe entre autres l'actrice Dy Saveth (en) et les cinéastes Ly Bun Yim, Yvon Hem (décédé le 10 août 2012) et Ly You Sreang, ainsi que sa tante, Sohong Stehlin, et deux passionnés de cinéma qui étaient adolescents dans les années 1970,.

## Fiche technique
- Titre : Le Sommeil d’or
- Réalisation : Davy Chou
- Premier assistant réalisateur : Rithea Phitchith
- Directeur de production : Sylvain Decouvelaere
- Assistante de production : Vanessa Labarthe
- Musique : Jérôme Harré
- Photographie :  Thomas Favel
- Son : Vincent Villa, Jérôme Harré
- Montage : Laurent Leveneur
- Attachées de presse : Chloé Lorenzi et Audrey Grimaud (Makna Presse)
- Pays d'origine :  France
- Tournage :  Cambodge
  - Langue : khmer, français
- Budget : n/a
- Producteurs : Jacky Goldberg, Denis Cougnaud, Guillaume Orignac et Rithy Panh
- Sociétés de production : Bophana Productions (Cambodge), Araucania Films (France), Vycky Films (France), Studio 37 (France)
- Sociétés de distribution : Bodega Films, Studio 37
- Vendeur international: Doc & Film International, Studio 37
- Format : couleur — HD — 1.85:1 — son 5.1
- Genre : documentaire
- Durée : 100 minutes
- Date de sortie : 19 septembre 2012
- Mention CNC : tous publics (visa no 122719 délivré le 10 septembre 2012)

## Distribution
- Dy Saveth (en) : elle-même
- Ly Bun Yim : lui-même
- Yvon Hem : lui-même
- Ly You Sreang : lui-même
- Sohong Stehlin (tante du réalisateur) : elle-même

## Distinctions

### Distinctions
- 2012 : Festival du film asiatique de Dallas : Mention spéciale du jury[3]
- 2011 : EntreVues - Festival du film de Belfort : Prix One+One[4]
- 2011 : Asian Connection - Festival de Cinéma Asiatique à Lyon : Prix du Public[4]
- 2011 : Festival Cinemanila à Taguig près de Manille, Philippines : Prix Meilleur film d’Asie du sud-est[5]

### Sélections
- 2012
  - Festival international du film de Tokyo, Tokyo, Japon
  - Taiwan Documentary Film Festival, Taipei, Taiwan
  - Oz Asia Festival, Adélaïde, Australie
  - Milano Film Festival, Milan, Italie
  - Melbourne International Film Festival, Melbourne, Australie
  - Traffic Film Festival, São Paulo, Brésil (film d’ouverture)
  - New Zealand International Film Festival, Wellington et Auckland, Nouvelle-Zélande
  - New York Asian Film Festival, New York, États-Unis
  - Revelation Perth Film Festival, Perth, Australie
  - Festival International de La Rochelle
  - Festival Paris Cinéma
  - Sydney International Film Festival, Sydney, Australie
  - Festival international du film de Seattle, Seattle, États-Unis
  - Los Angeles Asian Pacific Film Festival, Los Angeles, États-Unis
  - Festival du film de San Francisco, San Francisco, États-Unis
  - Cinemasia, Amsterdam, Pays-Bas
  - Salaya Documentary Film Festival, Salaya, Thaïlande (film de clôture)
  - Festival international de films de Fribourg, Fribourg, Suisse
  - Festival international du film de Hong Kong, Hong Kong, Chine
  - Festival du Film et Forum International sur les Droits Humains, Genève, Suisse
  - Berlinale 2012
  - Festival international du film de Santa Barbara, Santa Barbara, États-Unis
  - Lifescapes, Chiang Mai, Thaïlande (film d’ouverture)

- 2011
  - Cambodia International Film Festival, Phnom Penh, Cambodge
  - Festival international de Busan, Busan, Corée, section Wide Angle.

## Sortie en salles
- France : 19 septembre 2012
- Suisse : 3 octobre 2012

## Réception critique
Ce travail de mémoire inédit a été reçu de façon élogieuse par de nombreux périodiques et sites spécialisés sur le cinéma,,,.